# Amt Schöneberg
Das nassauische Amt Schöneberg war eine Verwaltungseinheit, die von 1799 bis 1806 im Gebiet des Fürstentums Nassau-Weilburg und von 1806 bis 1815 im Herzogtum Nassau bestand. Der Verwaltungssitz war in Schöneberg im Westerwald, es war dem Regierungsbezirk Ehrenbreitstein unterstellt. Das Amt umfasste die vier Kirchspiele Birnbach, Flammersfeld, Hamm und  Schöneberg, zu denen über 100 Ortschaften gehörten.

## Geschichte
Das Gebiet des nassauischen Amtes Schöneberg war bis zum Ende des 18. Jahrhunderts Teil der Grafschaft Sayn-Hachenburg. 1799 fiel die Grafschaft aufgrund einer Erbschaft an die Grafen von Nassau-Weilburg. Der Beitritt des Fürsten zu Nassau-Weilburg zum Rheinbund (1806) hatte auf den Gebietsstand des Amtes Schöneberg, nun zum Herzogtum Nassau gehörend, keine unmittelbaren Auswirkungen. Aufgrund der Beschlüsse auf dem Wiener Kongress (1815) wurde das Gebiet an das Königreich Preußen abgetreten und das Amt Schöneberg aufgelöst. Unter der preußischen Verwaltung wurde 1816 das Kirchspiel Birnbach Teil der Bürgermeisterei Weyerbusch, die Kirchspiele Flammersfeld und Schöneberg wurden Teile der Bürgermeisterei Flammersfeld, das Kirchspiel Hamm ging in der Bürgermeisterei Hamm auf. Diese Bürgermeistereien wurden dem ebenfalls neu gebildeten Kreis Altenkirchen im Regierungsbezirk Koblenz zugeordnet.

## Ortschaften
Gliederung des Amtes Schöneberg:
| Kirchspiel   | Ortschaften |
| ------------ | --- |
| Birnbach     | Acker, Birnbach, Fladersbach, Hasselbach, Hemmelzen, Hilkhausen, Irlen, Leingen, Marenbach, Neitersen, Niederölfen, Oberirsen, Oberölfen, Ochsenbruch, Rimbach, Werkhausen, Weyerbusch, Wiesplacken und Wölmersen. |
| Flammersfeld | Ahlbach, Berg, Dasbach, Düsternau, Eichen, Flammersfeld, Gollershoben, Hahn, Hardt, Heckenhahn, Huben, Kaffroth, Kescheid, Krämgen, Orfgen, Püscheid, Reiferscheid, Roth, Schürdt, Seelbach, Strickhausen, Walterschen und Ziegenhahn. |
| Hamm         | Birkenbeul, Bitzbruch, Bitzen, Breitscheid, Bruchertseifen, Dellingen, Dünebusch, Etzbach, Forst, Fürthen, Haderschen, Hamm, Hämmerholz, Hassel, Heckenhof, Heide, Herrgottsau, Hohensayn, Holpe, Kaltau, Kappenstein, Kohlerich, Kratzhahn, Langenbach, Lechenbach, Marienthal, Mümmelbach, Neuhöfchen, Niederirsen, Niederseifen, Niederseelbach, Oberseifen, Oberseelbach, Öttershagen, Oppertsau, Opsen, Pfaffenseifen, Pirzenthal, Pracht, Roth, Scheidt, Thal, Thalhausen, Ückertseifen, Unterschützen, Wäldchen, Weisenbrüchen und Wickhausen. |
| Schöneberg   | Berzhausen, Bettgenhausen, Kahlhardt, Neiterschen, Neitersen, Niederähren, Obernau, Schöneberg und Seifen. |